# Double Springs
La ville de Double Springs est le siège du comté de Winston, dans l'État de l'Alabama, aux États-Unis.

## Démographie
| 1950 | 1960 | 1970 | 1980  | 1990  | 2000  | 2010  | - |
| ---- | ---- | ---- | ----- | ----- | ----- | ----- | - |
| 524  | 811  | 957  | 1 057 | 1 138 | 1 003 | 1 083 | - |